# 大手海岸 (鳴門市)
大手海岸（おおてかいがん）は、徳島県鳴門市里浦町里浦にある紀伊水道に面した海岸である。

## 地理
鳴門市里浦町里浦の東端に位置する紀伊水道に面した鳴門海峡の白砂で、海岸の南側には旧吉野川の河口と粟津漁港がある。海岸からは淡路島と沼島を眺めることが出来る。
2010年（平成22年）、海岸内で徳島県内では初めて有毒を持つセアカゴケグモの生息が発見された。

## 交通
- JR鳴門線鳴門駅より車で約15分。